# Acquigny
Acquigny là một xã của tỉnh Eure, thuộc vùng Normandie, miền bắc nước Pháp.